# Ministerio de Seguridad Social y Trabajo de Lituania
El Ministerio de Seguridad Social y Trabajo de Lituania (en lituano: Lietuvos Respublikos socialinės apsaugos ir darbo ministerija) es uno de los 14 ministerios del Gobierno de Lituania. Tiene su sede en la capital Vilna. Sus operaciones están autorizadas por la Constitución de la República de Lituania, los decretos emitidos por el Presidente y el Primer Ministro, y las leyes aprobadas por el Seimas (Parlamento). Su misión es la de ejecutar las funciones de seguridad social, gobernar la rama sindical del estado y realizar una política de Estado en estas ramas. El actual ministro responsable desde 2016 es Linas Kukuraitis en calidad de independiente. 

## Lista de ministras
|    | Nombre                          | Mandato                 |
| -- | ------------------------------- | ----------------------- |
| 1  | Algis Dobravolskas              | 23-07-1992 – 21-07-1992 |
| 2  | Teodoras Medaiskis              | 2-12-1992 – 20-10-1993  |
| 3  | Laurynas Mindaugas Stankevičius | 10-20-1993 – 12-07-1994 |
| 4  | Mindaugas Mikaila               | 12-07-1994 – 4-12-1996  |
| 5  | Irena Degutienė                 | 4-12-1996 – 27-10-2000  |
| 6  | Vilija Blinkevičiūtė            | 27-10-2000 – 9-12-2008  |
| 7  | Rimantas Jonas Dagys            | 9-12-2008 – 22-07-2009  |
| 8  | Donatas Jankauskas              | 22-07-2009 – 13-12-2012 |
| 9  | Algimanta Pabedinskienė         | 13-12-2012 – 13-12-2016 |
| 10 | Linas Kukuraitis                | 13-12-2016 – actualidad |